# Quinto Mucio Scevola (console 117 a.C.)
Quinto Mucio, o Muzio Scevola soprannominato l'Augure (latino: Quintus Mucius Scaevola Augur; 159 a.C. – 88 a.C.), è stato un politico romano vissuto durante il periodo della Repubblica ed un esperto di diritto romano (da non confondere con Publio Mucio Scevola, autore degli Annales Maximi).

## Biografia
Venne educato in legge dal padre Quinto Mucio, da cui ereditò anche il nome, e in filosofia dallo stoico Panezio di Rodi.
Quinto venne eletto tribuno nel 128 a.C., edile nel 125 a.C. e pretore nel 121 a.C. Nello stesso anno fu inviato come governatore nelle province dell'Asia Minore. Tornato a Roma l'anno successivo dovette difendersi da un'accusa di estorsione rivoltagli da Tito Albucio (probabilmente per motivi personali) da cui riuscì a difendersi. Nel 117 a.C. venne eletto console. Durante la sua vecchiaia Scevola mantenne il suo interesse per la legge e gli affari all'interno di Roma. Trasmise la sua conoscenza del diritto romano ad alcuni dei più famosi oratori di quei tempi, tra cui Cicerone e Attico. Nell'88 a.C. difese Gaio Mario dalla mozione di Silla che lo voleva rendere nemico del popolo, asserendo che mai avrebbe approvato un tale disonore per un uomo che aveva salvato Roma.
Cicerone utilizzò la figura del suo vecchio maestro come interlocutore in tre opere: De oratore, De amicitia e De re publica.